# (32137) 2000 LM19
2000 LM19 (asteroide 32137) é um asteroide da cintura principal. Possui uma excentricidade de 0.20177320 e uma inclinação de 7.76234º.
Este asteroide foi descoberto no dia 8 de junho de 2000 por LINEAR em Socorro.